# Municipio de San Raimundo
Municipio de San Raimundo är en kommun i Guatemala.   Den ligger i departementet Guatemala, i den centrala delen av landet, 17 km nordväst om huvudstaden Guatemala City.